# Energia geotermalna

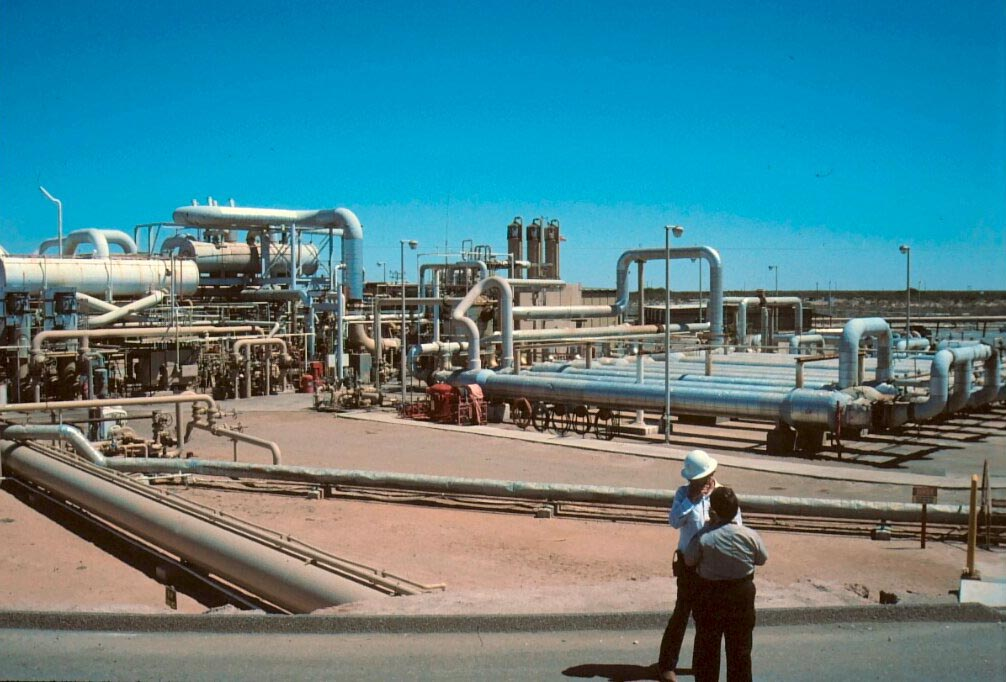
Instalacje geotermalne w Kalifornii, USA

Energia geotermalna (energia geotermiczna, geotermia) – energia cieplna skał, wody i gruntu pod powierzchnią Ziemi, zaliczana do odnawialnych źródeł energii. Proces odnawiania źródeł geotermalnych jest jednak powolny, stąd przy małym strumieniu ciepła geotermalnego pobieranie dużej ilości ciepła może doprowadzić do wychłodzenia skał lub spadku ciśnienia w zbiorniku. Energia geotermalna jest udostępniana za pomocą wierceń zbliżonych technologią wykonania do odwiertów naftowych, jednak odbiegających od nich w szczegółach wykonania i umiejscowienia. Energia geotermalna może być pobierana za pomocą gruntowych pomp ciepła lub głębszych odwiertów, które z reguły służą eksploatacji głęboko położonych warstw wodonośnych z gorącą wodą. Alternatywnie, możliwe jest wykorzystanie energii cieplnej skał nieprzepuszczalnych lub słabo zawodnionych, do których wtłaczana jest chłodna woda i po nagrzaniu odbierana gorąca. Jednym z przejawów obecności energii geotermalnej są źródła termalne.
Energię geotermalną wykorzystuje się w 64 krajach, a łączna moc działających elektrowni geotermalnych wynosi 11,4 GW (2012 rok). Jest ona najistotniejszym źródłem energii na Islandii i Filipinach. W Unii Europejskiej z energii geotermalnej pochodzi 0,84% produkowanej energii pierwotnej. W Polsce instalacje geotermalne dostarczające ciepło do systemu ciepłowniczego działają w sześciu miejscach, m.in. na obszarze Podhala i odpowiadają za 0,03% produkowanej energii pierwotnej.

## Dostępność energii geotermalnej
Temperatura Ziemi rośnie wraz z głębokością, osiągając 6600 °C w samym jądrze. Około 20% energii cieplnej wnętrza Ziemi pochodzi z kontrakcji grawitacyjnej w okresie formowania się planety, pozostałe 80% pochodzi z rozpadu radioaktywnych izotopów potasu (40K), uranu (238U i 235U) i toru (232Th), który zachodzi w płaszczu. Niewielki wkład w ciepło skorupy ziemskiej ma też tarcie wewnętrzne wywołane siłami pływowymi i zmianami w prędkości obrotu Ziemi. Część energii termicznej jądra transportowana jest do skorupy ziemskiej poprzez pióropusze płaszcza, które mogą powodować powstawanie plam gorąca i pokryw lawowych.
Energia geotermalna naturalnie wydostaje się na powierzchnię Ziemi z mocą około 46 TW.
Średni strumień geotermalny to około 0,063 W/m² – nie jest on zbyt duży, ale zasoby tej energii są praktycznie niewyczerpywalne, ze względu na ogromną objętość Ziemi. Strumień ten daje średni gradient temperatury (wzrost w kierunku środka) 25 K/km. Jest to niewystarczające do eksploatacji bezpośredniej, dlatego w geotermii istotne są tzw. rejony hipertermiczne (gradient większy od 80 K/km) i semitermiczne (od 40 do 80 K/km). Rejony hipertermiczne to przede wszystkim obszary radiogeniczne (duża zawartość pierwiastków radioaktywnych), obszary wysokiego strumienia ciepła (skały o bardzo dużej przewodności cieplnej) i punktowe źródła ciepła (zasoby magmy, wody geotermalne). W tych rejonach zasoby geotermalne występują jako petrotermiczne (energia zgromadzona w skałach) i hydrotermiczne (w wodzie).

## Uzyskiwanie energii
Głównym sposobem pozyskiwania energii geotermalnej jest tworzenie odwiertów do zbiorników gorących wód geotermalnych. W pewnej odległości od otworu czerpalnego wykonuje się drugi otwór, którym wodę geotermalną po odebraniu od niej ciepła, wtłacza się z powrotem do złoża. Wody geotermiczne są z reguły mocno zasolone, jest to powodem szczególnie trudnych warunków pracy wymienników ciepła i innych elementów armatury instalacji geotermicznych. Energię geotermiczną wykorzystuje się w układach centralnego ogrzewania jako podstawowe źródło energii cieplnej. Drugim zastosowaniem energii geotermicznej jest produkcja energii elektrycznej. Jest to opłacalne jedynie w przypadkach źródeł szczególnie gorących. Zagrożenie jakie niesie za sobą produkcja energii geotermicznej to zanieczyszczenia wód głębinowych, uwalnianie radonu, siarkowodoru i innych gazów.
Gorące źródła tzw. gejzery są charakterystycznym elementem krajobrazu Islandii, która wykorzystuje je jako źródło ogrzewania i ciepłej wody. Nie wpływa to ujemnie na środowisko naturalne.

## Wykorzystanie energii geotermalnej na świecie

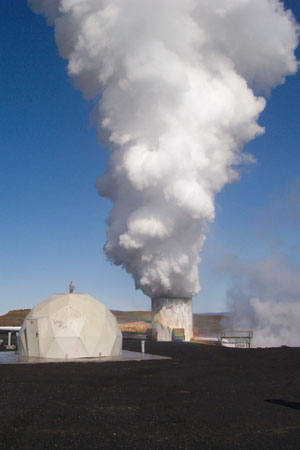
Odwiert geotermalny w okolicach Reykjavíku

Poniższa tabela przedstawia sumaryczną moc instalacji geotermalnych w krajach, które najintensywniej wykorzystują ten typ energii w MW:
| Region            | 2008   | 2009   | 2010   | 2011   | 2012   | Procent krajowej energii |
| ----------------- | ------ | ------ | ------ | ------ | ------ | ------------------------ |
| Stany Zjednoczone | 3081   | 3207   | 3226   | 3236   | 3386   | 0,7%                     |
| Filipiny          | 1958   | 1953   | 1966   | 1967   | 1968   | 23,8%                    |
| Indonezja         | 1052   | 1189   | 1193   | 1209   | 1339   | 5,8%                     |
| Włochy            | 811    | 843    | 863    | 863    | 863    | 2,5%                     |
| Meksyk            | 965    | 965    | 965    | 887    | 812    | 2,9%                     |
| Nowa Zelandia     | 629    | 629    | 769    | 769    | 769    | 15,2%                    |
| Islandia          | 576    | 576    | 576    | 665    | 665    | 26,2%                    |
| Japonia           | 532    | 500    | 502    | 502    | 502    | 0,4%                     |
| Świat             | 10 530 | 10 844 | 11 055 | 11 156 | 11 446 |                          |

## Energia geotermalna w Polsce

Wykorzystanie głębokiej geotermii w Polsce

Polska ma bardzo dobre warunki geotermalne, gdyż 80% powierzchni kraju jest pokryte przez 3 prowincje geotermalne: centralnoeuropejską, przedkarpacką i karpacką. Temperatura wody dla tych obszarów wynosi od 30–130 °C (a lokalnie nawet 200 °C), a głębokość występowania w skałach osadowych od 1 do 10 km. Naturalny wypływ zdarza się bardzo rzadko (Sudety – Cieplice, Lądek-Zdrój). Możliwości wykorzystania wód geotermalnych dotyczą 40% obszaru kraju (wydobycie jest opłacalne, gdy do głębokości 2 km temperatura osiąga 65 °C, zasolenie nie przekracza 30 g/l, a także gdy wydajność źródła jest odpowiednia).
Powstał atlas wód geotermalnych występujących na terenie Polski pod redakcją prof. Wojciecha Góreckiego z Wydziału Geologii, Geofizyki i Ochrony Środowiska, Akademii Górniczo-Hutniczej, wskazujący obszary występowania wód geotermalnych na terenie Polski.
Pierwszy w Polsce Zakład Geotermalny w Bańskiej-Białym Dunajcu powstał w latach 1989–1993. Od 2001 z odwiertów i instalacji korzysta PEC Geotermia Podhalańska SA, która pokrywa 35% zapotrzebowania na ciepło w Zakopanem.
Koszt wybudowania instalacji o mocy około 10 MW wystarczającej do podłączenia około 1000 domów jednorodzinnych wyniósł w przypadku jednego z odwiertów na Podhalu 20 mln zł w 2012.

### Wykorzystanie głębokiej geotermii
Istniejące i budowane ciepłownie geotermalne w Polsce (geotermia głęboka)
| nazwa lub lokalizacja              | rok powstania   | maksymalna temperatura [°C] | moc zainstalowana [MW] | moc zainstalowana [MW] | moc zainstalowana [MW] | wykorzystanie [TJ/rok] | wykorzystanie [TJ/rok] | wykorzystanie [TJ/rok] |
| nazwa lub lokalizacja              | rok powstania   | maksymalna temperatura [°C] | całkowita              | z geotermii            | udział geotermii       | całkowite              | z geotermii            | udział geotermii       |
| ---------------------------------- | --------------- | --------------------------- | ---------------------- | ---------------------- | ---------------------- | ---------------------- | ---------------------- | ---------------------- |
| Geotermia Podhalańska              | 1992/1994, 2001 | 86                          | 80,8                   | 40,7                   | 50%                    | 376, 398               | 286,5                  | 76%                    |
| Pyrzyce                            | 1996            | 61                          | 48                     | 14,8                   | 31%                    | 100                    | 60                     | 60%                    |
| Mszczonów                          | 2001            | 41                          | 10,2                   | 2,7                    | 26%                    | 56,9                   | 15,1                   | 27%                    |
| Stargard                           | 2005, 2012      | 78                          | 10                     | 10                     | 100%                   | 91                     | 91                     | 100%                   |
| Uniejów                            | 2000            | 68                          | 5                      | 3,2                    | 64%                    | 17,8                   | 8,9                    | 50%                    |
| Poddębice                          | 2013            | 71                          | 3,8                    | 3,8                    | 100%                   | 17-19                  | 17-19                  | 100%                   |
| Słomniki                           | 2002            | 17                          | 1,8                    | b. d.                  | b. d.                  | b. d.                  | b. d.                  | b. d.                  |
| Termy Uniejów                      | 2008            | 42                          | 0,5                    | 0,5                    | 100%                   | 7,7                    | 7,7                    | 100%                   |
| Terma Bukovina                     | 2008            | 65                          | 0,35                   | 0,35                   | 100%                   | 11                     | 11                     | 100%                   |
| Kąpielisko Geotermalne Szymoszkowa | 2008            | 80                          | 0,3                    | 0,3                    | 100%                   | 3                      | 3                      | 100%                   |
| Uniejów – podgrzewanie boiska      | b. d.           | 28                          | 0,28                   | 0,28                   | 100%                   | 4,4                    | 4,4                    | 100%                   |
| Terma Białka Tatrzańska            | 2011            | 72                          | b. d.                  | b. d.                  | b. d.                  | b. d.                  | b. d.                  | b. d.                  |
| Geotermia Toruń                    | 2008-2020       |                             |                        |                        |                        |                        |                        |                        |

W 2017 dotację z NFOŚiGW na rozpoznawanie możliwości wykorzystania zasobów geotermalnych otrzymały m.in. gmina Szaflary, gmina Koło, gmina Lądek-Zdrój, gmina Sochaczew oraz gmina Sieradz. Pięciokilometrowy, najgłębszy w Polsce, odwiert w Szaflarach wg planów ma posłużyć nie tylko do ogrzewania domów, ale także – pierwszy raz w Polsce – do produkcji prądu elektrycznego.
W 2019 roku rozpoczęła się rozbudowa Geotermii Stargard, która pozwoli na podwojenie mocy produkcyjnych. Planowany termin oddania do użytku nowych odwiertów to 2020.
W 2020 między MPEC-Konin oraz NFOŚiGW podpisana została umowa na dofinansowanie budowy ciepłowni geotermalnej o mocy 8,1 MWt w Koninie. Budowa planowana jest na lata 2021-2022.

### Wykorzystanie płytkiej geotermii
W Polsce funkcjonuje 35 tys. pomp ciepła w których źródłem ciepła jest grunt. Obiekty te wykorzystują to że temperatura gruntu w większości okresu grzewczego jest wyższa od temperatury otoczenia. Instalacje te są wykorzystywane do ogrzewania domów jednorodzinnych oraz obiektów publicznych. Moc tych instalacji to 390 MW, w ciągu roku wytwarzają one 2000 TJ energii.

## Zalety i wady
Zaletami geotermii są:
- nieszkodliwa dla środowiska, nie powoduje bowiem żadnych zanieczyszczeń przy poprawnym działaniu,
- pokłady energii geotermalnej są zasobami lokalnymi, tak więc mogą być pozyskiwane w pobliżu miejsca użytkowania,
- elektrownie geotermalne w odróżnieniu od zapór wodnych czy wiatraków nie wywierają niekorzystnego wpływu na krajobraz,
- zasoby energii geotermalnej są, w przeciwieństwie do energii wiatru czy energii Słońca dostępne zawsze, niezależnie od warunków pogodowych.
- instalacje oparte na wykorzystaniu energii geotermalnej odznaczają się stosunkowo niskimi kosztami eksploatacyjnymi.

Wadami geotermii są:
- mała dostępność: dogodne do jej wykorzystania warunki występują tylko w niewielu miejscach,
- efektem ubocznym korzystania z energii geotermalnej jest niebezpieczeństwo zanieczyszczenia atmosfery, a także wód powierzchniowych i głębinowych przez szkodliwe gazy i minerały,
- pozyskiwanie energii geotermalnej wymaga poniesienia dużych nakładów inwestycyjnych na budowę instalacji,
- istnieje ryzyko przemieszczenia się złóż geotermalnych, które na całe dziesięciolecia mogą „uciec” z miejsca eksploatacji,
- problemem może być również korozja rur,
- większość istniejących w Polsce ciepłowni wymaga dogrzewania zbyt chłodnej wody geotermalnej przez dodatkowe źródła energii[27].